# 米高·畢曉普
約翰·米高·畢曉普（英語：John Michael Bishop，1936年2月22日—），美國免疫學家及微生物學家。1989年，他奪得了諾貝爾生理學或醫學獎。
目前，他則是任教於美國舊金山加利福尼亞大學。

## 外部連結
- Nobel autobiography （页面存档备份，存于）
- Lab home page
- AccesExcellence.org